# Marasmius wettsteinii
Marasmius wettsteinii är en svampart som beskrevs av Sacc. & P. Syd. 1899. Marasmius wettsteinii ingår i släktet Marasmius och familjen Marasmiaceae.  Arten är reproducerande i Sverige. Inga underarter finns listade i Catalogue of Life.